# Mitsuo Hama
Mitsuo Hama (japonais 浜 光雄, Hama Mitsuo, également écrit はまみつを; 20 septembre 1933 à Shiojiri, préfecture de Nagano - 22 février 2011 à Matsumoto, id.) est un écrivain japonais, auteur de livres pour la jeunesse.

## Biographie
Mitsuo étudie les sciences de l'éducation à l'université Shinshū. Après avoir terminé ses études, il travaille en tant que président de l'« Association Shinshū de la littérature pour la jeunesse  ». Avec Chūji Takahashi et Noboru Wada il publie la revue Tōge no hata (とうげの旗). Il fait ses débuts en 1970 avec Waga haha no shozo (わが母の肖像, « Portrait de notre mère »). Il est lauréat de l'édition 1979 du prix de l'Oiseau rouge pour Haru yo koi (春よこい), et du prix Kenjirō Tsukahara en 1983 pour Renga no kisetsu (レンゲの季節).
En 2011, Mitsuo meurt à l'âge de 77 an d'une pneumonie à l'hôpital de Matsumoto.

## Source de la traduction
- (de) Cet article est partiellement ou en totalité issu de l’article de Wikipédia en allemand intitulé « Mitsuo Hama » (voir la liste des auteurs).